# オトガイ隙
オトガイ隙（オトガイげき）とは、左右の顎二腹筋前腹内側縁と舌骨体に囲まれた三角形部分で上方は顎舌骨筋下面、下方は深頸筋膜浅層の間にある組織隙のことである。
顎下隙と交通している。